# 張元至
張 元至（ちょう げんし/もとよし）は、戦国時代から安土桃山時代にかけての武将。毛利氏の家臣。父は明から来日して大内義隆や毛利元就に仕えた医師の張忠。初めは張 思朝（ちょう しちょう）と名乗っていた。毛利輝元に仕えた輝元出頭人の一人。

## 出自
張元至が生まれた張氏は前漢の張良の子孫を称し、張元至の祖父にあたる張由は明の北京使官を務めた。父の張忠は来日し、医師として大内義隆に仕えて山口の大町に屋敷を構えた。毛利氏からの要請を受けて毛利隆元の娘・津和野局を治療した縁により、大内氏滅亡後に毛利氏に仕えた。

## 生涯

### 輝元出頭人として
明から来日して医師として大内義隆や毛利隆元に仕えた張忠の子として生まれ、初めは張思朝と名乗った。具体的な生年は不明だが、張元至は父・張忠が毛利氏に仕えてから生まれたとされる。
永禄8年（1565年）に父の後を継ぎ、同年9月8日には毛利輝元から、9月14日には毛利元就から、山口大町にある父・張忠の屋敷を相続することを認められた。
父の後を継いでからは佐世元嘉や二宮就辰らと共に毛利輝元に近侍する。
天正15年（1587年）9月8日に讃岐守を受領名を与えられた。
天正16年（1588年）以降に張元至と改名。父が来日後も姓を改めていなかったため、漢姓と日本の通称を合わせて張唐兵衛尉と名乗り、天正16年（1588年）閏5月25日に毛利輝元から「六左衛門尉」の通称を与えられた。
天正20年（1592年）から始まる文禄の役では、輝元の側近として渡海しており、文禄2年（1593年）8月に帰国して以降、元至は佐世元嘉、二宮就辰、榎本元吉、堅田元慶と共に毛利家の中央行政を担うこととなる。この5名の輝元出頭人はそれぞれ様々な出自・経歴を持つ人物であるが、元至のように帰化人が大名権力の中枢を担った例は全国的にも稀であり、出自や家格にとらわれず、能力評価に基づいて登用を図る輝元の姿勢が窺える。この登用以後、元至や二宮就辰、木原元定らは代官として、毛利家領国内の各都市に派遣された。
文禄4年（1595年）9月1日、長門国大津郡深川、周防国都濃郡の久米と富田にある2863石余の公領の代官に任じられる。
同年10月18日に輝元の子・毛利秀就が生まれ、慶長3年（1598年）に秀就が輝元の後継者として豊臣政権に公認されると、国司元蔵や児玉元経と共に秀就付きの家老となり、以後は秀就付きの家老として広島に残りながら内政の補助を行うようになる。慣例では毛利家の次期当主の傅役は粟屋氏と国司氏が務めていたが、この時は粟屋氏からの選任がなかった一方で、明からの帰化人という異例の経歴を持つ元至が選ばれた。このことは輝元が伝統的な家中構造を超克し、自らの絶対性を確立しつつあったことを示している。

### 張元至密通事件
このように毛利家の中枢で活躍した元至であったが、慶長6年（1601年）8月27日に秀就の乳母との密通を理由として、周防大島郡で切腹させられた。しかし、元至と密通したとされる乳母はその事実を強く否定しており、元至死後の張家も輝元存命中に再興されていることから、この密通事件は事実でなく、元至を排除するための名目であったとされる。
慶長5年（1600年）の関ヶ原の戦いに敗北したことで輝元の権威は低下したが、後継の秀就は幼少であるため、輝元に代わって当主となる人物もいないという、輝元の責任を追及できない状況にあった。豊臣政権下の輝元専制体制で領国支配から遠ざけられていた五奉行系などの旧勢力は、輝元の専制体制を支えていた輝元出頭人を身代わりとした。中でも帰化人である元至はそれらの旧勢力との関係も乏しかったため、身代わりとするには最適であった。また、秀就に対する輝元出頭人の影響力を排除するためにも、元至の失脚が必要となり、密通事件が仕組まれることとなった。いずれにせよ、このような権力闘争によって秀就周辺から輝元出頭人が排除され、児玉氏と国司氏の五奉行系の家によって秀就の側近が独占されるようになる。